# Зайцев, Егор Вячеславович
Его́р Вячесла́вович За́йцев (8 февраля 1960, Москва — 19 июня 2024, Москва) — советский и российский модельер, член-корреспондент Российской академии художеств (2012).
Сын советского и российского модельера Вячеслава Михайловича Зайцева (1938—2023).

## Биография
Родился 8 февраля 1960 года в Москве, где жил и работал.
Окончил Российский государственный университет имени А. Н. Косыгина.
- С 1983 года — работал в Доме моды Вячеслава Зайцева,
  - с 2019 года — генеральный директор там же.
- С 2004 года являлся постоянным участником Mercedes-Benz Fashion Week.
- Руководитель модельного агентства Zaitsev’s model management[когда?], дизайнер собственной линии YeZ.
- Доцент[когда?] кафедры дизайна костюма РГУ имени Косыгина.
- 2012 год — избран членом-корреспондентом Российской академии художеств от Отделения дизайна[1].

Был постоянным членом жюри ряда профессиональных конкурсов дизайна и моделирования: конкурс имени Ламановой, «Губернский стиль», Chapeau Fashon Start, текстильный салон в Иваново.
Основные работы: коллекции pret-a-porter и haute couture.
Состоял в мотоклубе «Ночные волки».

### Болезнь и смерть
В феврале 2024 года Егора Зайцева госпитализировали; в ходе исследований выяснилось, что у модельера имеются новообразования в органах. Тогда состояние Зайцева удалось стабилизировать.
2 июня этого же года он оказался в реанимации; на сей раз состояние здоровья улучшить не удалось.
19 июня 2024 года Егор Вячеславович Зайцев скончался в московской больнице на 65-м году жизни после продолжительной болезни, пережив отца на год с небольшим.
Егора Зайцева похоронили 22 июня на Жегаловском кладбище в подмосковном Щёлково, рядом с могилой отца; отпевание прошло в местном соборе Троицы Живоначальной. В ноябре 2024 года на могиле был установлен памятник.

## Семья
У Егора Зайцева остались две дочери:
- Мария (род. 1993),
- Анастасия (род. 2008).

## Награды
- Национальная премия в области индустрии моды «Золотое веретено» в номинации «Творческая коллекция»
- Гран-при фестиваля «Бархатные сезоны в Сочи»